# Araucaria angustifolia
Araucaria angustifolia is een conifeer die deel uitmaakt van de apenboomfamilie. Het hout en de boom zelf staan ook bekend als parana pine.

## Verspreiding
De soort komt voor in subtropische bossen in zuidelijk Brazilië op hoogtes van 800 tot 1500 meter, meer specifiek in de staten Paraná, Santa Catarina en Rio Grande do Sul en plaatselijk in São Paulo, Minas Gerais en Rio de Janeiro. De soort komt ook voor in enkele aanliggende gebieden in de buurlanden Paraguay en Argentinië, op een hoogte van 500 tot 2300 meter.

## Beschrijving

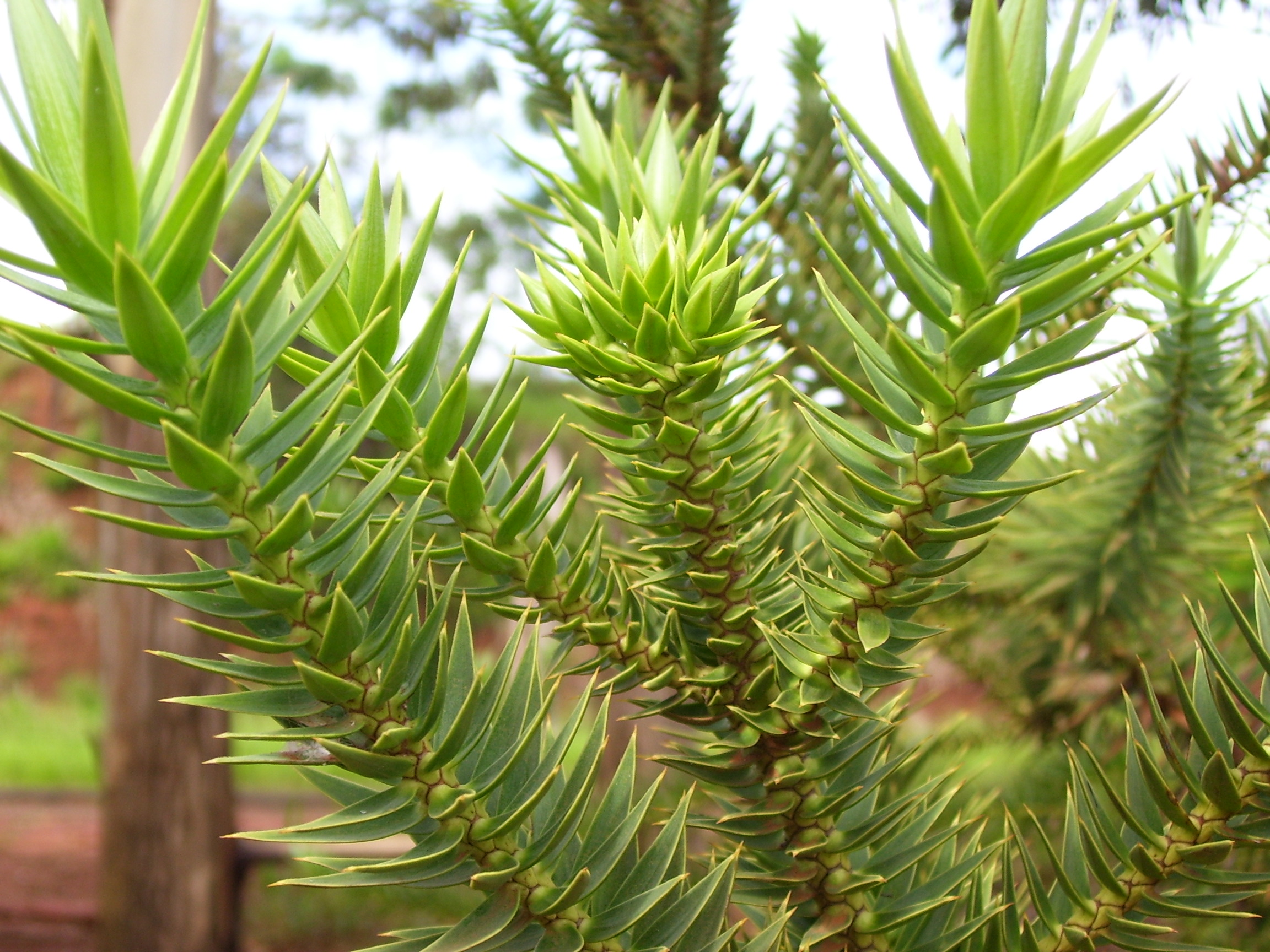
Bladeren

Araucaria angustifolia is een groenblijvende boom die 25-35 meter hoog kan worden, met een stamomtrek van 1 meter. Deze soort is verwant aan Araucaria araucana met als meest opvallende verschil de smallere bladeren. De bladeren zijn scherp, naaldachtig, 30 tot 60 mm lang en 6 mm breed.
Araucaria angustifolia is net als de andere soorten uit hetzelfde geslacht meestal tweehuizig, met mannelijke en vrouwelijke kegels op verschillende bomen. Mannelijke kegels zijn langwerpig, 100 tot 180 mm lang en 12 tot 25 mm breed. Vrouwelijke kegels zijn cilindrisch, 180 tot 250 mm lang en 130 mm dik. De vrouwelijke kegels worden bevrucht door pollen (afkomstig van de mannelijke kegels) dat door de wind meegevoerd wordt. Het pollenseizoen van deze bomen loopt in Brazilië van augustus tot in oktober. Het kan tot vier jaar na de bevruchting duren voor de vrouwelijke kegels volgroeid zijn, ze kunnen uiteindelijk een gewicht van 1 kg bereiken. De zaden waaruit de vrouwelijke kegel bestaat zijn 50 mm lang, lichtbruin en 8 tot 20 mm breed. Zaden worden verspreid tussen mei en augustus.

## Bedreiging
Araucaria angustifolia is met uitsterven bedreigd, ooit bedekte deze soort een oppervlakte van 200 000 km², tegenwoordig is reeds 80% daarvan gekapt. De massale inzameling van de zaden van deze soort verhindert bovendien verjonging van de populatie. Veel grond waar ooit Araucaria angustifolia groeide, wordt nu herplant met onder ander Eucalyptus of gebruikt als landbouwgrond, heraanplanting vindt bitter weinig plaats.

## Houtsoort
Parana pine als houtsoort valt onder niet-tropisch naaldhout. Een kenmerk van parana pine is de vele gaatjes in het hout, enigszins lijkend op gaatjes van punaisepuntjes. Bij het vaststellen van deze houtsoort kan dit kenmerk meehelpen (ezelsbruggetje: punaisepuntjes = parana pine).
Het hout heeft een volumieke massa van ongeveer 530 kilogram per kubieke meter. Het kernhout is lichtbruin tot geelachtig maar het spinthout is wit. Als verder kenmerk bevinden zich rode strepen tussen het kernhout en het spinthout. Parana pine is een zachte houtsoort met een relatief rechte houtdraad. Het kent nauwelijks kwasten en is uitstekend te verwerken. Het hout is matig duurzaam (duurzaamheidsklasse 3). Parana pine is onder meer toegepast in binnentimmerwerk en meubels.
... · 
A. angustifolia · 
A. araucana (Slangenden) · 
A. bidwillii · 
A. columnari · 
A. cunninghamii · 
A. heterophylla · 
A. luxurians · 
...